# Koreaner

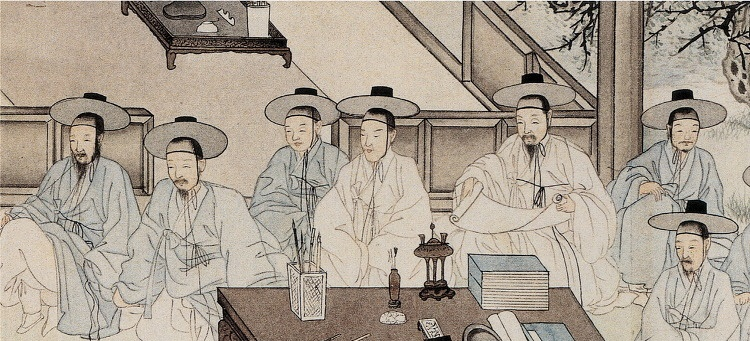
Koreaner in der Joseon-Dynastie

Die Koreaner (Hangeul: 한민족; Hanja: 韓民族; RR: Hanminjok in Südkorea; alternativ Chosŏn’gŭl: 조선민족; Hancha: 朝鮮民族; RR: Joseonminjok in Nordkorea, wörtlich: „Koreanisches Volk“) sind ein Volk in Ost- bzw. Nordostasien. Die meisten Koreaner leben auf der Koreanischen Halbinsel und sprechen die koreanische Sprache. Weltweit leben ungefähr 83 Millionen Koreaner.
Im Jahr 2013 gab es über 7,4 Millionen Übersee-Koreaner, des Weiteren leben etwa 150.000 bis 200.000 als Kinder adoptierte Personen koreanischer Abstammung in etwa 14 Staaten außerhalb Koreas. Sie werden in Südkorea mittlerweile gesetzlich als „Landsleute im Ausland“ (재외동포) bezeichnet.
Die koreanische Minderheit in Japan wird Zainichi 在日 genannt. Die Koreaner auf dem Gebiet der ehemaligen Sowjetunion bezeichnen sich selbst als Korjo-Saram, in Korea werden sie als Koryoin 고려인 bezeichnet. Die koreanische Minderheit in dem Bezirk Yanbian, China nennt sich Joseonjok 조선족.

## Mythologie
Laut dem Ursprungsmythos wurden die ersten Koreaner von einem Bären geboren. In der Geschichte lebten ein Tiger und ein Bär zusammen in einer Höhle und baten den Himmelskönig Hwanung sie in Menschen zu verwandeln. Hwanung hörte ihre Gebete und gab ihnen 20 Knoblauchzehen, einen Bund Beifuß und befahl ihnen sich von der Sonne fernzuhalten und 100 Tage nur diese Nahrung zu essen. Aufgrund von Hunger verließ der Tiger nach 20 Tagen die Höhle, während der Bär verblieb. Am 21 Tag verwandelte sich der Bär in eine Frau.

## Herkunft

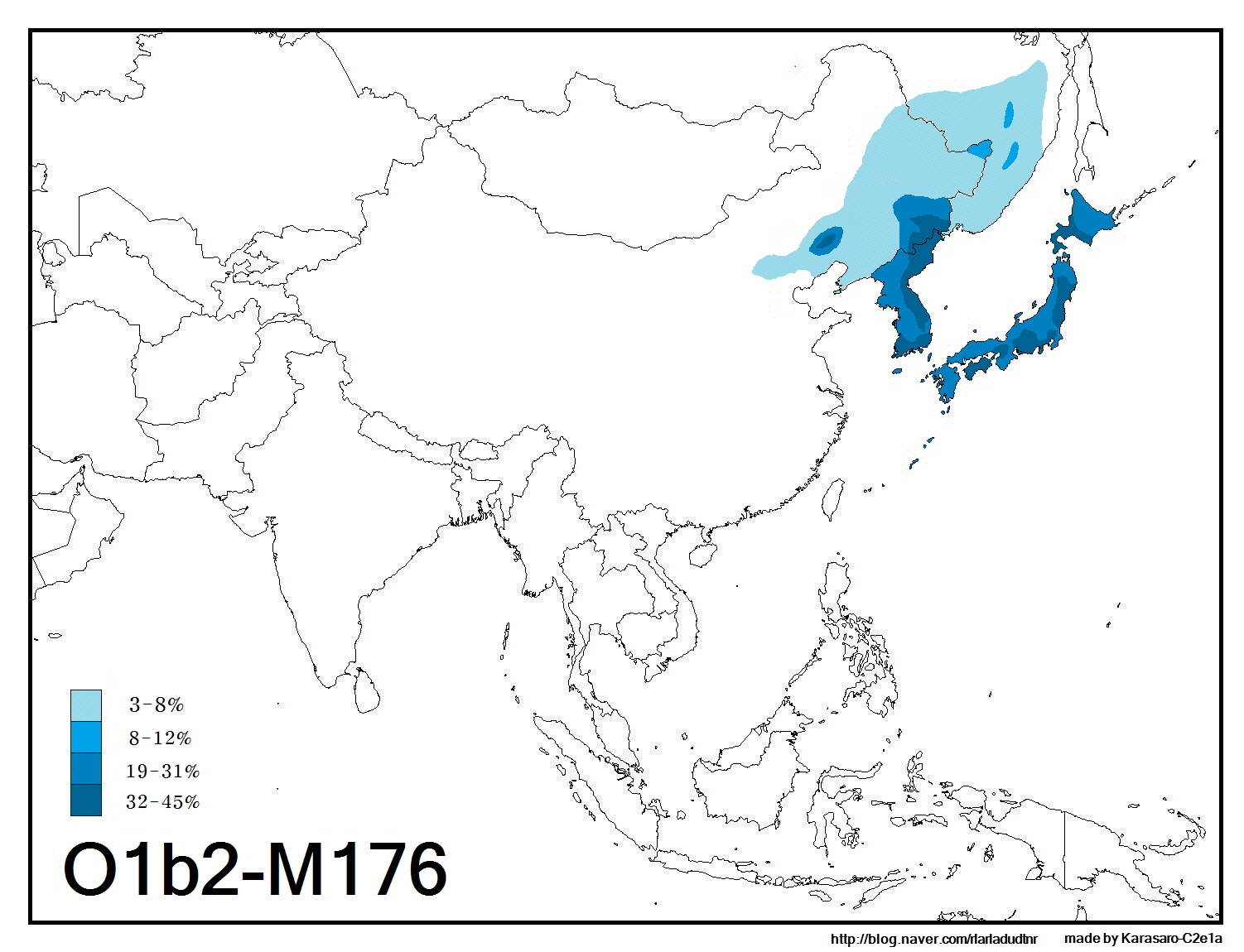
Haplogruppe O1b2-M176

Koreaner sind die Nachfahren der Urkoreaner, dessen Ursprung meist in Südsibirien vermutet wird. Alternativ wird auch eine frühere Ansässigkeit im Norden der koreanischen Halbinsel vermutet.
Die kleinste genetische Distanz weisen sie zu den ansonsten linguistisch unverwandten Japanern auf. Weiterhin zeigt sich stärkere Kontinuität zu den neolithischen Vorfahren matrilinearer Abstammung. Auf Hauptkomponentenanalysen-Charts bilden sie ein isoliertes Cluster, sind jedoch auch nah zu anderen Ostasiaten verwandt. Schädelvermessungen zeigen Ähnlichkeiten zu Mongolen und Zentralasiaten.

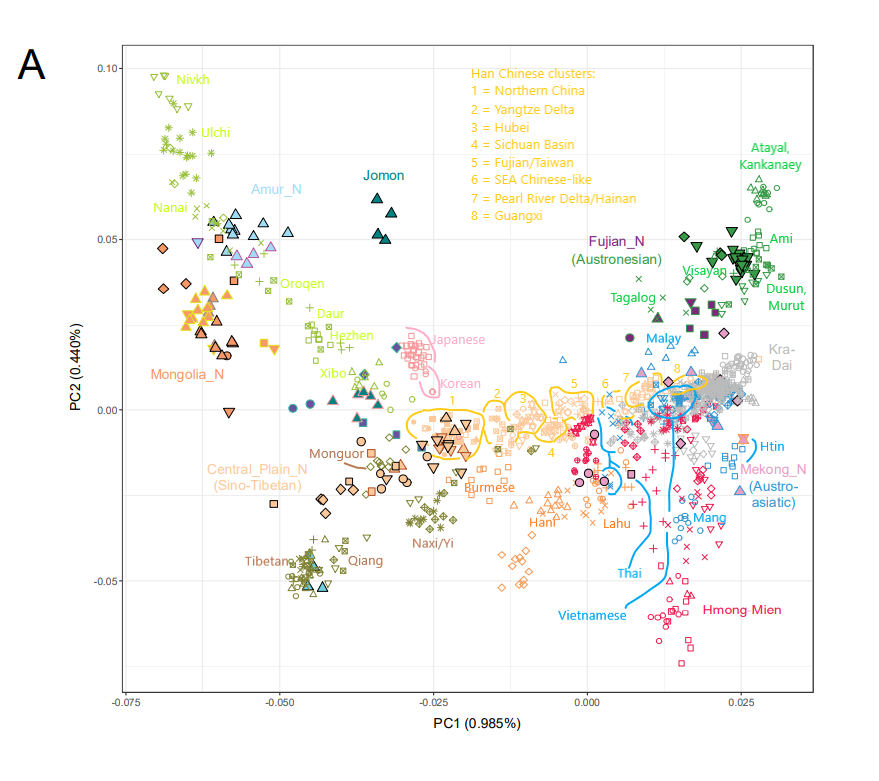
PCA-Chart von Osteurasischen Bevölkerungsgruppen, prähistorische miteingeschlossen (schwarz umrandete Formen). Koreaner abgebildet mit pinken Kreisen, größtenteils Überschneidung mit Japanern (pinke Rechtecke). Mitglieder des südostasiatischen Sprachraums bilden ein Kontinuum von Tibetern (Moosgrün) und Proto-Chinesen (schwarz umrandetes Inkarnat) bis hin zu Tai-Kadai Völkern (grau).

Der genetische Ursprung lässt sich hauptsächlich auf zwei verschiedene Komponenten zurückführen, zum einen eine aus dem örtlichen Nordostasien, die mit den archäologischen Skelettbefunden im Devil’s Gate in der Region Primorje Sibiriens zusammenhängt und neolithische Bevölkerungsgruppen, welche Landwirtschaft betrieben.
Die Y-Chromosom-Haplogruppe O1b2-M176 tritt vorwiegend bei Koreanern, Japanern und bestimmten tungusischen Völkern wie den Ultschen und Udege auf. Hinzu kommen noch die in ganz Ostasien verbreitete Haplogruppen O2-M122 und O2a2a-M188, die in Nord- und Zentralasien und im maritimen Südostasien verbreitete Haplogruppe C-M217, die Haplogruppe N1-L735 als auch die Haplogruppe D1b-M64 als auch weitere. Y-Chromosom-Haplogruppen gelten jedoch allgemein als unzuverlässig bei der Bestimmung der Herkunft von Bevölkerungsgruppen.
Die Verteilung der mütterlicherseits vererbten mtDNA-Haplogruppen weist eine diversere Verteilung auf. Die am häufigsten vorkommende Haplogruppe ist D4, die am häufigsten in Völkern in Nordostasien, wie den Mongolen, Burjaten und Tungusen vorkommt, aber auch bei Japanern und Nordchinesen auftritt. Es gibt auch eine breite Verteilung der Haplogruppen M7, G1, N9a, Y, M8, M9, B und F, die in verschiedenen Teilen Eurasiens vorkommen. M7, N9 und Y wurden in prähistorischen Skelettfunden aus dem Japan der Jomon-Zeit nachgewiesen, während G1 von Osteuropa bis Sibirien vorkommt, jedoch am häufigsten bei den paläosibirischen Chukchi und Itelmen vertreten ist. B ist im maritimen Südostasien verbreitet, während F häufiger auf dem südostasiatischen Festland auftritt.

## Sprache
Das Koreanische gehört zusammen mit der Jeju-Sprache zur Koreanischen Sprachfamilie. Einige Linguisten ordnen es in die altaische Sprachfamilie ein, jedoch hat der ursprüngliche Altaische Sprachfamilienvorschlag weitgehend an Unterstützung verloren.
Die Hypothese, dass das Koreanische mit dem Japanischen verwandt sein könnte, fand einige Unterstützer aufgrund von Überschneidungen im Wortschatz und ähnlichen grammatischen Merkmalen, die von Forschern wie Samuel E. Martin und Roy Andrew Miller näher untersucht wurden. Sergei Starostin (1991) fand etwa 25 % potenzieller Kognaten in der 100-Wort-Swadesh-Liste für Japanisch und Koreanisch. Einige Linguisten, die sich mit der Beziehung zwischen Japanisch und Koreanisch befassen, darunter Alexander Vovin, argumentieren, dass die angegebenen Ähnlichkeiten nicht auf eine genetische Verwandtschaft zurückzuführen sind, sondern vielmehr auf den Einfluss eines Sprachbundes und intensiven Sprachkontakts, insbesondere vom Alt-Koreanischen ins Westliche Altjapanisch. Ein gutes Beispiel könnte das mittelkoreanische Wort sàm und das japanische asá sein, beide bedeuten „Hanf“. Dieses Wort scheint ein Kognat zu sein, jedoch ist es zwar im Westlichen Altjapanisch gut belegt und in den nördlichen Ryukyu-Sprachen, kommt aber im Östlichen Altjapanisch nur in zusammengesetzten Wörtern vor und ist nur in drei Dialekten der südlichen Ryukyu-Sprachgruppe nachgewiesen. Zudem ist die Dublette wo, ebenfalls „Hanf“ bedeutend, im Westlichen Altjapanisch und in den südlichen Ryukyu-Sprachen belegt.
Einige Linguisten, wie Sergei Starostin und Martine Robbeets, rechnen die koreanische Sprache zu den umstrittenen altaischen/transeurasischen Sprachen. Andere Linguisten vermuten, dass das Koreanische aufgrund eines prähistorischen Sprachbundes mit der Sprache der Niwchen, einer Amur-Sprache in Sibirien und auf der Insel Sachalin, verwandt sein könnte. Die Annahme, dass Koreanisch mit der japanischen Sprache verwandt ist, wird weiterhin vertreten.

## Kultur
Die koreanische Kultur hat sich während der langen Geschichte Koreas entwickeln können und unterscheidet sich in vielem von der japanischen und chinesischen Kultur. Durch die Teilung des Landes und die unterschiedlichen Staatsideologien entwickelt sich die Kultur in Nord- und Südkorea heute sehr unterschiedlich. Während durch die Abschottung Nordkoreas die Kultur dort noch recht traditionell ist, ist der westliche Einfluss in Südkorea deutlich wahrnehmbar. In Bereichen wie Pop-Musik, Film und Fernsehen gibt es viel Austausch und große Gemeinsamkeiten mit Japan. Trotzdem ist die vor allem konfuzianische Grundlage der traditionellen Kultur auch im Süden deutlich erkennbar.

## Verteilung des koreanischen Volkes
Nach Schätzungen verteilen sich die ethnischen Koreaner weltweit wie folgt:
| Staat              | Anzahl         |
| ------------------ | -------------- |
| Südkorea           | 50 Millionen   |
| Nordkorea          | 25 Millionen   |
| China              | 2,5+ Millionen |
| Vereinigte Staaten | 2,2 Millionen  |
| Japan              | 850.000+       |
| Kanada             | 220.000        |
| Usbekistan         | 180.000        |
| Russland           | 165.000        |
| Australien         | 150.000        |
| Vietnam            | 110.000        |
| Kasachstan         | 110.000        |
| Philippinen        | 90.000         |
| Brasilien          | 50.000         |
| Indonesien         | 40.000         |
| Großbritannien     | 40.000         |
| Deutschland        | 40.000         |
| Neuseeland         | 30.000         |
| Argentinien        | 20.000         |
| Thailand           | 20.000         |
| Kirgisistan        | 20.000         |
| Iran               | 17.000         |
| Frankreich         | 15.000         |